# Héctor Chiriboga
Héctor Chiriboga, all'anagrafe Héctor Lautaro hiriboga Sandoval (Quito, 23 marzo 1966), è un ex calciatore ecuadoriano, di ruolo portiere.

## Carriera

### Club
Ha sempre giocato nel campionato ecuadoriano.

### Nazionale
Con la maglia della Nazionale ha partecipato alla Copa América nel 1987.